# Dancing Darkies
Dancing Darkies er en amerikansk stumfilm fra 1896 af William K.L. Dickson.